# Campo Maior (Portugal)
Campo Maior é uma vila raiana portuguesa no distrito de Portalegre, região do Alentejo e sub-região do Alto Alentejo com 6 925 habitantes (2021).
É sede do município de Campo Maior com 247,20 km² de área e 8 042 habitantes (2021), subdividido em 3 freguesias. O município é limitado a norte e leste pela Espanha, a sudoeste pelo município de Elvas e a oeste por Arronches.
É a localidade onde nasceu Santa Beatriz da Silva, a fundadora da Ordem da Imaculada Conceição, e o seu irmão Beato Amadeu da Silva.

## Freguesias

Freguesias do município de Campo Maior.

O município de Campo Maior está dividido em 3 freguesias:
- Nossa Senhora da Expectação
- Nossa Senhora da Graça dos Degolados
- São João Baptista

## História
Certamente foi uma povoação Romana, dominada por mouros durante meio milénio e reconquistada por cavaleiros cristãos da família Pérez de Badajoz em 1219, que posteriormente ofereceram a aldeia, pertencente ao concelho de Badajoz, à Igreja de Santa Maria do Castelo.
Em 31 de Maio de 1255, D. Afonso X de Leão e Castela, elevou a aldeia de Campo Maior a Vila.
O Senhor da Vila, o Bispo D. Frei Pedro Pérez concedeu, em 1260, o primeiro foral aos seus moradores assim como o seguinte brasão de armas: N. Sr.ª com um cordeiro, e a legenda "Sigillum Capituli Pacensis".
Em 31 de Maio de 1297, através do Tratado de Alcanizes assinado em Castela por D. Fernando IV, rei de Leão e Castela e D. Dinis, passa a fazer parte de Portugal, juntamente com Olivença e Ouguela.
Campo Maior vai pertencer sucessivamente a D. Branca, irmã de D. Dinis, em 1301 ; a D. Afonso Sanches, filho ilegítimo do mesmo rei, em 1312; e novamente a D. Dinis em 1318.
O seu castelo que se ergue a leste da vila foi reedificado por D. Dinis em 1310, e foi no século XVII e XVIII que se levantaram fortificações tornando Campo Maior numa importante praça forte de Portugal.
Como reflexo da influência castelhana em Campo Maior, durante a Revolução de 1383-85, a guarnição militar e os habitantes da vila colocam-se ao lado do rei de Castela, tornando-se necessário que o Rei João I de Portugal e D. Nuno Álvares Pereira se deslocassem propositadamente ao Alentejo com os seus exércitos para a cercarem durante mais de um mês e meio, tendo-a ocupado pela força em fins de 1388.
D. João II deu-lhe novo brasão: um escudo branco, tendo as armas de Portugal de um lado, e de outro S. João Baptista, patrono da vila.
Em 1512, o rei D. Manuel I concedeu o Foral Novo à vila de Campo Maior.
Desde os fins do século XV, muitos dos perseguidos pela Inquisição em Castela refugiaram-se em Portugal, tendo a população de Campo Maior aumentado substancialmente à custa da fixação de residência de muitos desses foragidos.
A comunidade judaica ou rotulada como tal era tão numerosa na vila no século XVI que nas listas dos apresentados em Autos de fé realizados em Évora pela Inquisição, Campo Maior aparece entre as terras do Alentejo com maior número de acusados de judaísmo.
A guerra com Castela a partir de 1640 vai produzir as primeiras grandes transformações. A necessidade de fortificar a vila que durante os três últimos séculos se desenvolvera acentuadamente para fora da cerca medieval, a urgência em construir uma nova cintura amuralhada para defesa dos moradores da vila nova dos ataques dos exércitos castelhanos, vai obrigar o rei a enviar quantias avultadas em dinheiro, engenheiros militares, operários especializados e empregar um numeroso contingente de pessoal não qualificado. Os contingentes militares são então numerosos. Calcula-se que na segunda metade do século XVII, em cada quatro pessoas residentes na vila, uma era militar. Campo Maior foi, durante algum tempo quartel principal das tropas mercenárias holandesas destacadas para o Alentejo. A vila torna-se naquele tempo o mais importante centro militar do Alentejo, depois de Elvas.
Em 1712, o Castelo de Campo Maior vê-se cercado por um grande exército espanhol comandado pelo Marquês de Bay, o qual durante 36 dias lança sobre a vila toneladas de bombas e metralha, tendo conseguido abrir uma brecha num dos baluartes; o invasor ao pretender entrar por aí, sofreu pesadas baixas que o obrigaram a levantar o cerco.
No dia 16 de Setembro de 1732, pelas três da manhã, desencadeia uma violenta trovoada, o paiol, contendo 6 000 arrobas de pólvora e 5 000 munições, situado na torre grande do castelo é atingido por um raio, desencadeando de imediato uma violenta explosão e um incêndio que causou cerca de 800 vítimas mortais e destruiu cerca de dois terços dos edifícios da localidade.
D. João V determina a rápida reconstrução do castelo. A vila vai erguer-se lentamente das ruínas e aos poucos refazer-se para voltar a ocupar o lugar de primeira linha nos momentos de guerra e de local de trocas comerciais e relacionamento pacífico com os povos vizinhos de Espanha, nos tempos de paz.
No século XVIII termina a construção das actuais Igrejas da Misericórdia e da Matriz, e lança-se a primeira pedra para a fundação da Igreja de S. João. A vila que até então só tivera uma freguesia urbana é dividida nas duas actuais, Nossa Senhora da Expectação e São João Baptista, em 1766.
Os primeiros anos do século XIX são em Campo Maior de grande agitação. Um cerco, em 1801, pelos espanhóis e uma revolução local, em 1808, contra os franceses que então invadiram Portugal o comprovam.
A sublevação campomaiorense contra a ocupação napoleónica vai sair vitoriosa devido ao apoio do exército de Badajoz que permanece na vila durante cerca de três anos.
Em 1811 surge uma nova invasão francesa que fez um cerco cerrado durante um mês à vila, obrigando-a a capitular. Mas a sua resistência foi tal que deu tempo a que chegassem os reforços luso-britânicos sob o comando de Beresford, que põe os franceses em debandada, durante o Combate de Campo Maior, tendo então a vila ganho o título de Vila Leal e Valorosa, título este presente no actual brasão da vila.
As lutas entre liberais e absolutistas em Campo Maior são também acontecimentos assinaláveis.
Em 1836, foi extinto o vizinho concelho de Ouguela, tendo esta vila sido agregada à de Campo Maior.
O cólera matou, em 1865, durante cerca de dois meses e meio, uma média de duas pessoas por dia.
Em 1867, tentam extinguir Campo Maior como sede de concelho, anexando-o ao concelho de Elvas. Tal decisão provoca um levantamento colectivo da povoação, que em 13 de Dezembro, entra numa verdadeira greve geral.
O concelho é definitivamente acrescido da sua única freguesia rural, em 1926 – Nossa Senhora da Graça dos Degolados.
Só em 1941, porém, o município adquire a sua actual divisão em três freguesias, com a anexação da freguesia de Ouguela à de São João Baptista, dado o grande declínio populacional da primeira.

## Evolução da População do Município
Os Recenseamentos Gerais da população portuguesa, regendo-se pelas orientações internacionais da época (Congresso Internacional de Estatística de Bruxelas de 1853), tiveram lugar a partir de 1864.
De acordo com os dados do INE o distrito de Portalegre registou em 2021 um decréscimo populacional na ordem dos 11,5% relativamente aos resultados do censo de 2011. No concelho de Campo Maior esse decréscimo rondou os 4.9%.
| Número de habitantes ★                   | Número de habitantes ★ | Número de habitantes ★ | Número de habitantes ★ | Número de habitantes ★ | Número de habitantes ★ | Número de habitantes ★ | Número de habitantes ★ | Número de habitantes ★ | Número de habitantes ★ | Número de habitantes ★ | Número de habitantes ★ | Número de habitantes ★ | Número de habitantes ★ | Número de habitantes ★ | Número de habitantes ★ |
| ---------------------------------------- | ---------------------- | ---------------------- | ---------------------- | ---------------------- | ---------------------- | ---------------------- | ---------------------- | ---------------------- | ---------------------- | ---------------------- | ---------------------- | ---------------------- | ---------------------- | ---------------------- | ---------------------- |
| 1864                                     | 1878                   | 1890                   | 1900                   | 1911                   | 1920                   | 1930                   | 1940                   | 1950                   | 1960                   | 1970                   | 1981                   | 1991                   | 2001                   | 2011                   | 2021                   |
| 6 017                                    | 5 969                  | 6 672                  | 6 888                  | 7 604                  | 7 281                  | 8 234                  | 9 040                  | 10 064                 | 9 887                  | 8 060                  | 8 549                  | 8 535                  | 8 387                  | 8 456                  | 8 042                  |
| Número de habitantes por Grupo Etário ★★ |                        |                        |                        |                        |                        |                        |                        |                        |                        |                        |                        |                        |                        |                        |                        |
|                                          |                        |                        | 1900                   | 1911                   | 1920                   | 1930                   | 1940                   | 1950                   | 1960                   | 1970                   | 1981                   | 1991                   | 2001                   | 2011                   | 2021                   |
| 0-14 Anos                                | 0-14 Anos              | 0-14 Anos              | 1 657                  | 1 981                  | 1 561                  | 2 353                  | 2 638                  | 2 652                  | 2 365                  | 1 715                  | 1 969                  | 1 667                  | 1 289                  | 1 316                  | 1 182                  |
| 15-24 Anos                               | 15-24 Anos             | 15-24 Anos             | 1 114                  | 1 037                  | 1 068                  | 1 506                  | 1 550                  | 1 686                  | 1 659                  | 1 140                  | 1 156                  | 1 279                  | 1 178                  | 927                    | 897                    |
| 25-64 Anos                               | 25-64 Anos             | 25-64 Anos             | 2 785                  | 2 907                  | 3 062                  | 3 779                  | 4 224                  | 4 673                  | 4 961                  | 4 190                  | 4 098                  | 4 085                  | 4 187                  | 4 381                  | 4 036                  |
| = ou > 65 Anos                           | = ou > 65 Anos         | = ou > 65 Anos         | 336                    | 447                    | 469                    | 575                    | 672                    | 790                    | 902                    | 1 015                  | 1 326                  | 1 504                  | 1 733                  | 1 832                  | 1 927                  |

★ Número de habitantes "residentes", ou seja, que tinham a residência oficial neste município à data em que os censos  se realizaram.
★★ De 1900 a 1950 os dados referem-se à população "de facto", ou seja, que estava presente no município à data em que os censos se realizaram. Daí que se registem algumas diferenças relativamente à designada população residente

## Personalidades Ilustres
- Afonso Teles da Silva (3° Alcaide de Campo Maior)
- Amadeu da Silva (nobre e beato católico)
- Beatriz da Silva (freira e santa católica, fundadora da Ordem da Imaculada Conceição)
- Carlos Ramiro Coutinho (3° Barão de Barcelinhos. 1° Visconde de Ouguela)
- Cristóvão Cardoso Cabral Coutinho de Albuquerque Barata (deputado e juiz, Visconde de Olivã)
- Fernando Fitas (jornalista e poeta)
- Fernando Matoso dos Santos (estadista e professor)
- Fernando Luís Mouzinho de Albuquerque (coronel)
- Francisco Cesário Rodrigues Moacho pai (boticário, militar e político)
- Francisco Cesário Rodrigues Moacho filho (revolucionário liberal e advogado)
- Florinda de Macedo (atriz e cantora lírica)
- João Couceiro da Costa (nobre)
- João Dubraz (escritor)
- João Manuel Nabeiro (empresário)
- João Muacho (político)
- José Joaquim Ribeiro (bispo)
- Manuel de Meneses (cronista-mor)
- Mário Ruivo (biólogo e político)
- Mateus Cesário Rodrigues Moacho (médico epidemiologista)
- Paulo Muacho (advogado e político)
- Pedro da Fonseca Luzio (compositor português do Barroco)
- Pedro Gomes da Silva (2° Alcaide de Campo Maior)
- Pedro Vaz Rego (compositor e poeta do Barroco)
- Ricardo Furtado Pinheiro (político)
- Rui Gomes da Silva (1° Alcaide de Campo Maior)
- Rui Nabeiro (empresário e político)
- Sérgio Niza (pedagogo)
- Vítor Manuel da Silva Caldeira (jurista)
- William Carr Beresford (marquês de Campo Maior)

## Política

### Eleições autárquicas[9]
| Data | %     | V     | %            | V            | %       | V       | %              | V       | %       | V       | %              | V  | %              | V   | %              | V       | %              | V   | %   | V   | %  | V  | %  | V  | Participação |                |
| Data | PS    | PS    | FEPU/APU/CDU | FEPU/APU/CDU | PPD/PSD | PPD/PSD | CDS-PP         | CDS-PP  | PPM     | PPM     | AD             | AD | PRD            | PRD | PSD-CDS        | PSD-CDS | IND            | IND | MPT | MPT | BE | BE | CH | CH | Participação |                |
| ---- | ----- | ----- | ------------ | ------------ | ------- | ------- | -------------- | ------- | ------- | ------- | -------------- | -- | -------------- | --- | -------------- | ------- | -------------- | --- | --- | --- | -- | -- | -- | -- | ------------ | -------------- |
| Data | 1976  | 57,05 | 3            | 35,55        | 2       | 5,10    | -              |         |         |         |                |    |                |     |                |         |                |     |     |     |    |    |    |    |              | 79,03 / 100,00 |
| 1979 | 56,58 | 3     | 38,17        | 2            | AD      | AD      | AD             | AD      | AD      | AD      | 3,52           | -  | 84,47 / 100,00 |     |                |         |                |     |     |     |    |    |    |    |              |                |
| 1982 | 53,27 | 3     | 36,74        | 2            | 7,32    | -       |                |         |         |         |                |    | 80,19 / 100,00 |     |                |         |                |     |     |     |    |    |    |    |              |                |
| 1985 | 54,48 | 3     | 35,71        | 2            | 7,42    | -       | 78,25 / 100,00 |         |         |         |                |    |                |     |                |         |                |     |     |     |    |    |    |    |              |                |
| 1989 | 47,16 | 3     | 30,62        | 1            | 19,69   | 1       | 75,19 / 100,00 |         |         |         |                |    |                |     |                |         |                |     |     |     |    |    |    |    |              |                |
| 1993 | 44,42 | 3     | 28,75        | 1            | 22,62   | 1       | 70,44 / 100,00 |         |         |         |                |    |                |     |                |         |                |     |     |     |    |    |    |    |              |                |
| 1997 | 47,10 | 3     | 20,68        | 1            | 13,59   | 1       | 3,24           | -       | 12,47   | -       | 69,04 / 100,00 |    |                |     |                |         |                |     |     |     |    |    |    |    |              |                |
| 2001 | 46,99 | 3     | 23,17        | 1            | CDS-PP  | CDS-PP  | PPD/PSD        | PPD/PSD |         |         | 25,53          | 1  | 63,69 / 100,00 |     |                |         |                |     |     |     |    |    |    |    |              |                |
| 2005 | 45,12 | 3     | 9,04         | -            | CDS-PP  | CDS-PP  | PPD/PSD        | PPD/PSD | PSD/CDS | PSD/CDS | 7,52           | -  | 35,46          | 2   | 76,67 / 100,00 |         |                |     |     |     |    |    |    |    |              |                |
| 2009 | 46,84 | 3     | 6,23         | -            | 1,60    | -       |                |         |         |         |                |    | 43,52          | 2   | 76,05 / 100,00 |         |                |     |     |     |    |    |    |    |              |                |
| 2013 | 62,77 | 4     | 5,89         | -            | 1,64    | -       |                |         | 26,33   | 1       | 0,72           | -  | 72,03 / 100,00 |     |                |         |                |     |     |     |    |    |    |    |              |                |
| 2017 | 65,00 | 4     | 26,46        | 1            | CDS-PP  | CDS-PP  | PPD/PSD        | PPD/PSD | PSD/CDS | PSD/CDS | 3,14           | -  |                |     | 1,31           | -       | 63,48 / 100,00 |     |     |     |    |    |    |    |              |                |
| 2021 | 52,40 | 3     | 29,95        | 2            |         |         |                |         |         |         |                |    | 2,17           | -   | 11,59          | -       | 60,16 / 100,00 |     |     |     |    |    |    |    |              |                |

### Eleições legislativas
| Data | %     | %     | %       | %       | %     | %        | %     | %     | %     | %     | %     | %    | %       | % | %  | %  |
| Data | PS    | PCP   | PSD     | CDS     | UDP   | APU/ CDU | AD    | FRS   | PRD   | PSN   | B.E.  | PAN  | PSD CDS | L | CH | IL |
| ---- | ----- | ----- | ------- | ------- | ----- | -------- | ----- | ----- | ----- | ----- | ----- | ---- | ------- | - | -- | -- |
| 1976 | 43,37 | 36,68 | 7,83    | 5,34    | 0,41  |          |       |       |       |       |       |      |         |   |    |    |
| 1979 | 34,04 | APU   | AD      | AD      | 1,18  | 39,58    | 21,99 |       |       |       |       |      |         |   |    |    |
| 1980 | FRS   | APU   | AD      | AD      | 0,28  | 37,47    | 23,82 | 34,47 |       |       |       |      |         |   |    |    |
| 1983 | 40,90 | APU   | 13,97   | 2,88    | 0,43  | 38,69    |       |       |       |       |       |      |         |   |    |    |
| 1985 | 34,32 | APU   | 11,96   | 2,06    | 0,60  | 37,86    | 9,70  |       |       |       |       |      |         |   |    |    |
| 1987 | 34,73 | CDU   | 21,40   | 1,04    | 0,44  | 33,98    | 4,89  |       |       |       |       |      |         |   |    |    |
| 1991 | 40,08 | CDU   | 22,65   | 1,93    |       | 28,11    | 0,71  | 0,88  |       |       |       |      |         |   |    |    |
| 1995 | 52,76 | CDU   | 13,27   | 3,23    | 0,70  | 25,65    |       | 0,24  |       |       |       |      |         |   |    |    |
| 1999 | 53,82 | CDU   | 12,80   | 4,23    |       | 24,74    | 0,09  | 1,16  |       |       |       |      |         |   |    |    |
| 2002 | 51,97 | CDU   | 19,40   | 4,34    | 19,78 |          | 1,26  |       |       |       |       |      |         |   |    |    |
| 2005 | 58,72 | CDU   | 11,83   | 2,20    | 19,72 | 4,68     |       |       |       |       |       |      |         |   |    |    |
| 2009 | 45,84 | CDU   | 13,80   | 4,20    | 19,31 | 12,28    |       |       |       |       |       |      |         |   |    |    |
| 2011 | 44,12 | CDU   | 19,61   | 6,09    | 18,57 | 5,05     | 0,40  |       |       |       |       |      |         |   |    |    |
| 2015 | 48,85 | CDU   | PSD/CDS | PSD/CDS | 17,31 | 10,76    | 0,80  | 16,83 | 0,36  |       |       |      |         |   |    |    |
| 2019 | 50,72 | CDU   | 9,75    | 2,37    | 15,90 | 10,55    | 1,68  |       | 0,75  | 1,65  | 0,29  |      |         |   |    |    |
| 2022 | 50,92 | CDU   | 14,23   | 0,50    | 12,86 | 3,52     | 0,39  | 0,74  | 11,49 | 1,79  |       |      |         |   |    |    |
| 2024 | 36,54 | CDU   | AD      | AD      | 10,52 | 13,09    | 3,70  | 0,58  | 1,82  | 26,55 | 2,15  |      |         |   |    |    |
| 2025 | 30,36 | CDU   | PSD/CDS | PSD/CDS | 8,36  |          | 1,24  | 0,49  | 17,02 | 2,90  | 33,37 | 1,68 |         |   |    |    |

## Património
- Castelo de Campo Maior
- Praça-forte de Campo Maior
- Capela dos ossos de Campo Maior

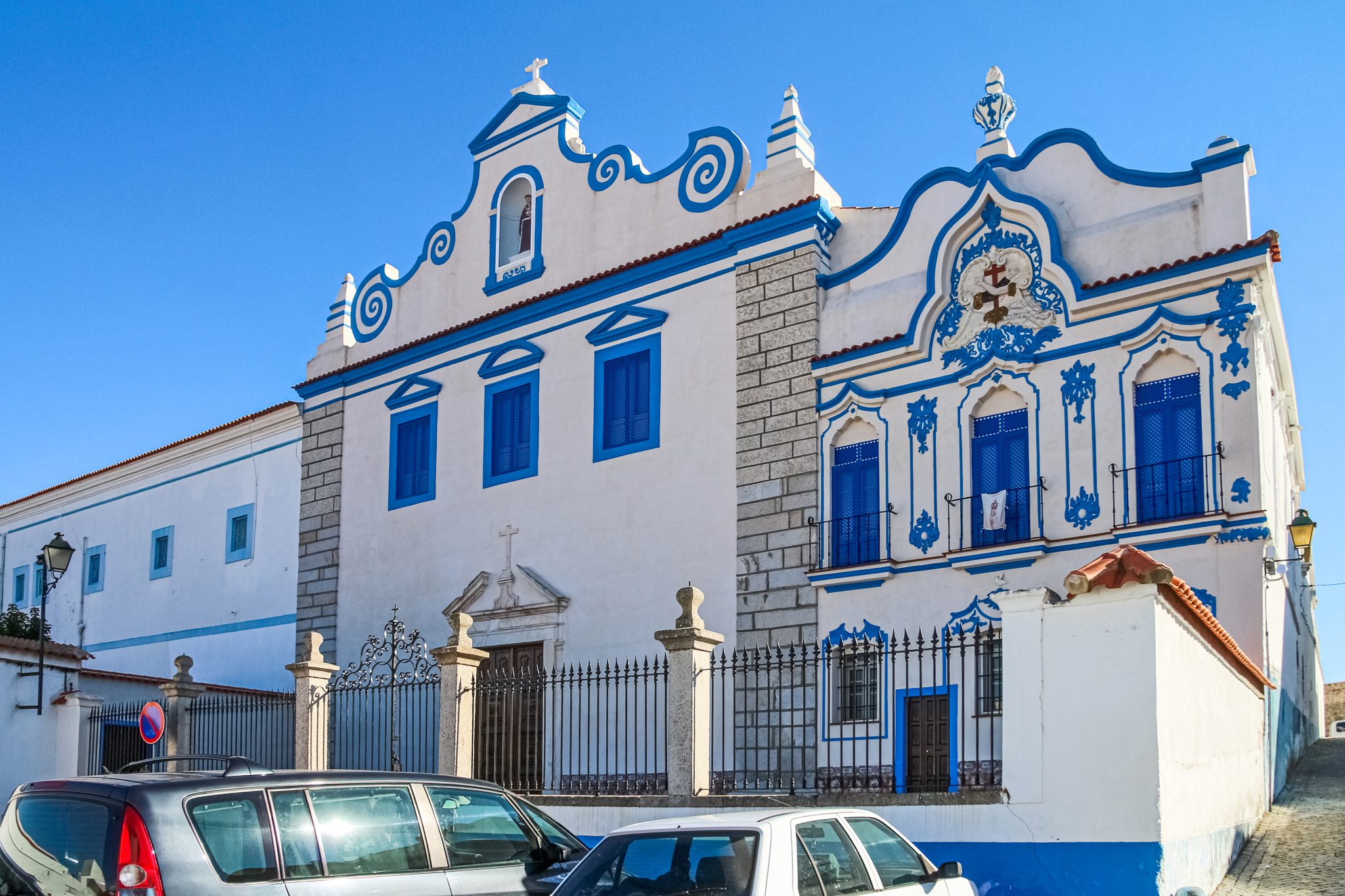
Mosteiro da Ordem da Imaculada Conceição em Campo Maior.

- Mosteiro das Concepcionistas de Campo Maior
- Igreja Matriz de Campo Maior
- Povoado Pré-Histórico de Santa Vitória (Campo Maior)

## Educação
- ATL Arco-Íris - Casa do Povo de Campo Maior
- Jardim de Infância da Santa Casa da Misericórdia
- Jardim de Infância O Despertar
- Centro Escolar Comendador Rui Nabeiro (Jardim de Infância, 1.º e 2º Ciclo)
- Escola Secundária com 3º Ciclo de Campo Maior
- Centro Educativo Alice Nabeiro

## Festas e Romarias
- Romaria em Honra de Nossa Senhora da Enxara
- Festas do Povo / Festas das Flores (de 4 em 4 anos), classificadas pela UNESCO em 2021 como Património Cultural Imaterial da Humanidade.[13]

- Festas em Honra de Santa Maria
- Festival Noites na Praça
- Raya Jovem Summer Festival (Festival da Juventude)

## Comércio
Sendo então uma vila de média dimensão, Campo Maior não possuí centros comerciais. Ainda assim, pelo seu centro é possível encontrar um largo números de lojas, cafés, bares e restaurantes. A nível de supermercados é possível encontrar em Campo Maior, o Intermarché, Lojas Alentejo, Continente Bom Dia e Supermercado Coviran.

## Lendas

### Aqui será o nosso Campo Maior!
Uma lenda, muito divulgada na região, refere-se ao facto desta região ser vítima de muitos assaltos por parte dos mouros, mesmo depois de reconquistada pelos cristãos. Deste modo, as famílias da região passavam grandes provações de terror e, muitas vezes, sofriam sérios dolorosos e fatais ataques. Resolveram, por isso mesmo, reunir-se num local amplo, onde todos se pudessem albergar, segundo o velho ditado de que "a união faz a força". E, de todos os que se lançaram na aventura de escolher o sítio desejado, um deles foi mais feliz, ao descobrir um terreno magnífico, pela grandeza e pelo aspecto natural e paisagístico. Logo, chamou pelos outros: "Companheiros! Aqui será o nosso Campo Maior! Nele poderemos caber à vontade e dele faremos um reduto contra os nossos inimigos!" Foi unânime a aceitação das demais famílias. E nasceu, pois, para o terreno encontrado e povoado (que depressa se começou a desenvolver) o nome próprio de Campo Maior.

### Lenda de Nossa Senhora da Enxara
Reza a tradição que estava uma mulher da vila a lavar a roupa no rio, acompanhada por uma filha pequena. A dado passo, a criança afastou-se para brincar, e, pouco tempo depois regressou trazendo um brinco em ouro que disse ter-lhe sido ofertado, para brincar, por uma senhora muito bonita.
A mãe acompanhou a criança ao local onde esta disse estar a Senhora, e lá se deparou com a imagem de Nossa Senhora sobre uma pedra redonda que ainda hoje se encontra na capela. Espalhada a notícia do achado, a população acorreu em massa e devotamente transportou para a vila a Imagem, decidindo erigir uma capela na margem direita do rio, a meio caminho entre a citada pedra e a vila. Porém, todas as manhãs a imagem desaparecia e voltava a surgir sobre a pedra em que originalmente havia sido vista. Concluiram então ser esse o local escolhido para nele erguerem a Capela.

### Lenda da Pedra
Além da lenda que está ligada à construção da Capela de Nossa Senhora da Enxara, há a registar uma outra relacionada com a mesma Santa que diz respeito à pedra redonda sobre a qual está assente, dentro da Capela a imagem Santa.
Diz o povo que quando não havia água nem chovia, se realizava uma cerimónia, um ritual em que os habitantes deitavam, por preces a pedra ao rio, para que a Nossa Senhora fizesse chover. Tal acontecia, procedendo-se então ao ritual inverso que consistia em retirar a pedra do rio, colocá-la novamente na Capela e sobre ela recolocar a imagem.

### Lenda do tamborzinho
No campo militar, refere-se que, estando Ouguela cercada durante uma guerra, não se sabe qual, e não havendo possibilidade de contactar Campo Maior para pedir reforços, uma criança desceu pela figueira que se encontra ainda hoje pegada à muralha do castelo, transportando consigo a Bandeira e uma mensagem escrita. A criança que costumava brincar com um tamborzinho, conseguiu ultrapassar as linhas inimigas sem levantar suspeitas e correu até Campo Maior onde entregou a mensagem no hospital. Esta lenda é hoje conhecida pela lenda do "Tamborzinho" e julga-se ter origem num facto real, não se conseguindo estabelecer a época em que o mesmo terá acontecido.